# Galvanométer

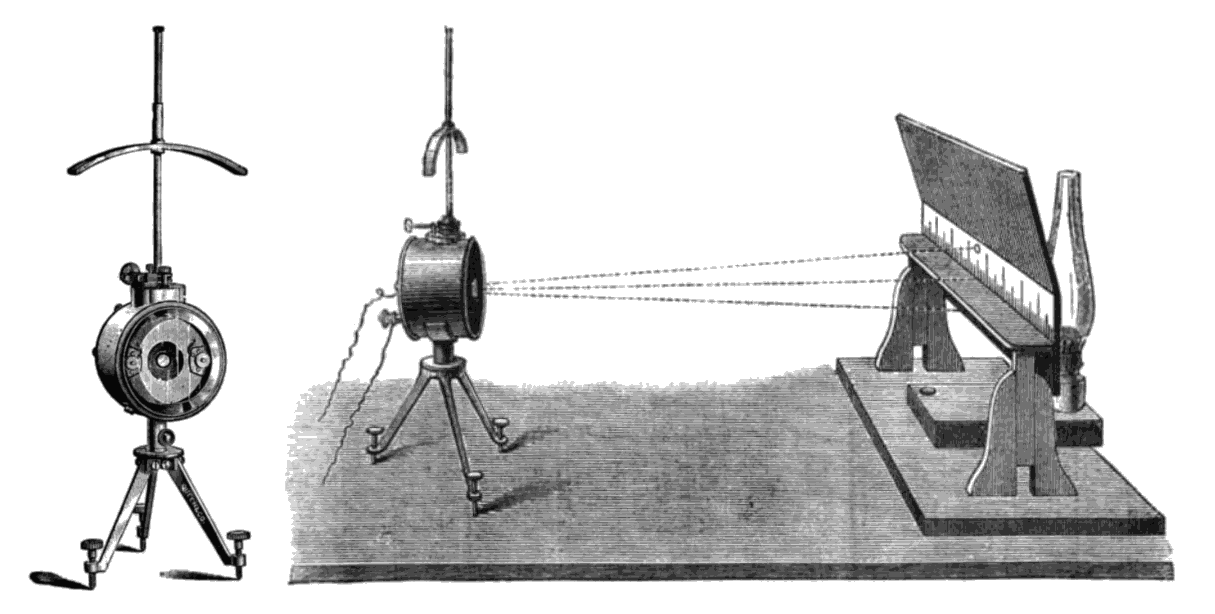
Tükrös galvanométer.

A galvanométer elektronikai mérőműszer. Fő, és egyben legfontosabb feladata hídkapcsolásokban a nulla állapot kijelzése. Kivitele ezért középnullás. A kialakításától függően lengőtekercses, vagy lengőmágneses, feszített szálas, csúcsos, vagy lengőszálas, fém, üveg, vagy fénymutatós. Készül átkapcsolható méréshatárral is. Különféle galvanométereket használnak a Thomson-hídhoz, és a Wheatstone-hídhoz (lásd a kritikus külső határellenállást!)

## Fontos adatai
- galvanométerállandó (Amper/skálaosztás)
- beállási idő (másodperc)
- kritikus külső határellenállás (Ohm)
- belső ellenállás (Ohm)

## Lengőtekercses galvanométer
A lengőtekercses műszerek speciális kivitele a galvanométer. Működési elvét, kivitelét tekintve megegyezik azzal. 

### Galvanométer lengési egyenlete
Ha egy lengőtekercses galvanométert R ellenálláson keresztül U egyirányú feszültségre kapcsolunk átmeneti villamos, és mechanikai jelenségek támadnak. A bekapcsolási tranziens villamos jelenséget elhanyagolhatjuk, ha az áramkör önindukciós tényezője elhanyagolható az R ellenállás mellett. A villamos tranziens el is marad, ha a kísérletet csak mechanikusan indítjuk el: az I áramerősség állandó, a műszer lengőtekercsét mechanikai kényszerrel visszük az árammentes állapothoz tartozó α=0 szöghelyzetbe, majd hirtelen fölszabadítjuk; erre a lengőtekercs vissza akar térni az I áramerősséghez tartozó α1 szöghelyzetbe. Föltételezve, hogy a lengőtekercs és az egész lengőrendszer dinamikusan tökéletesen kiegyensúlyozott, tehát a felfüggesztő szál ˙(vagy tengely) a geometriai központban van, és erre merőleges bármely metszet súlypontja és inercia középpontja ebbe a központba esik. Emiatt a rendszer mozgása tiszta forgó mozgás. Ha a lengőtekercsnek és a vele mereven összefüggő részeknek (tükör, mutató, stb.) a forgási tengelyre vonatkozó tehetetlenségi nyomatéka Θ, és akkor már kiszámolható a perdületi nyomaték. A tekercsre három további nyomaték hat: az I áram kitérítő nyomatéka MI, a szál (vagy rugók) ellennyomatéka Mr, és a csillapítónyomaték Mp, ezek összege a perdületi nyomatékkal egyenlő.
A csillapítónyomaték a mozgás (szögsebesség) ellen hat., egy közegsúrlódási és egy elektromágneses részből tevődik össze. A közegsúrlódási rész arányos a szögsebesség negatív értékével, az elektromágneses rész pedig arányos azzal az u feszültséggel, mely a tekercs meneteiben indukálódik, amikor a tekercs a mágnes légrésében elfordul. A csillapítónyomatéknak és a szögsebességnek a hányadosa a „csillapítás tényezője”.

### A csillapítás mértéke lehet

#### csillapodó lengésekkel
A p csillapítási tényező növekedtével a T lengési idő nő, a lengés f frekvenciája csökken. Ha nincs csillapítás (p=0), ami azt jelenti, hogy a tekercs áramkörének ellenállása R=∝ a galvanométer áramköre nyitott, sőt közegellenállás sincs, akkor a tekercs mechanikai önlengésszámával szabadon leng, amihez f00 frekvencia, és T00 lengési idő tartozik. Az elméleti szabad lengések frekvenciája csak a Cr rugó-állandótól, és a Θ inercia-nyomatéktól függ.

#### kritikus csillapításban (aperiódikusan)
A csillapítás p tényezőjének a kritikus esetben érvényes pk csillapítási tényezőhöz való aránya:
A kritikus csillapítás tényezője pk= 2*(Cr*Θ)0,5, mivel általános esetben p≠pk a viszonyszámuk k=p/pk. Ezt a k tényezőt nevezik „relatív csillapításnak”.
Természetes, ha k∠1, akkor a tekercs torziós lengésekkel, ha k>1, akkor a tekercs lengések nélkül közelíti meg a végleges kitérési állapotot.   

#### túlcsillapítva (kúszva)
A túlcsillapított galvanométer tekercse lassabban közelíti meg a végleges kitérést, mint a kritikus csillapítású műszeré. Elvben csak a végtelen idő múltán éri el. A csillapítás nem növekedhet bármilyen határig. felső korlátja, ha a műszer kapcsait rövidre zárjuk, ilyenkor az áramköri ellenállás a lengőtekercs ellenállásával egyenlő.
Ha a galvanométert áramerősség mérésére, vagy árammentes állapot kimutatására használjuk, feltétlenül a csillapított állapot elérésére törekszünk. Az áramköri ellenállásnak nagyobbnak kell lenni, mint a galvanométer határellenállása. A határesetnek, valamint a túlcsillapított állapotnak gyakorlati jelentősége van, ha a galvanométert ballisztikus mérésre használjuk, vagyis kitérésével az igen rövid ideig tartó áramlökés időintegrálját mérjük.

### Ballisztikus galvanométer
Ez a lengőtekercses galvanométer, lengőrészének rendkívül nagy a lengés tengelyére vonatkoztatott tehetetlenségi nyomatéka, és emiatt a T00 lengési ideje, ezért a műszer a rajta igen rövid idő alatt átfolyt áramot nem áramerősségként méri, hanem annak időbeli integrálját. Az áramlás rövid ideig tartó impulzusként folyt le és befejeződött, mielőtt a lengőtekercs megmozdulhatott volna. A lengőrész megmozdulásakor a műszer már árammentes volt, tehát lengéseit a kezdeti helyzete körül végzi. 

### Fluxus-mérő
Grassot találmánya. Lényegében egy lengőtekercses műszer, melyre nem hat semmiféle visszatérítő nyomaték, csak az elektromágneses kitérítőnyomaték. Hosszabb ideig a műszerre észrevehető kitérítőnyomaték nem működhet, mert a lengőtekercset a megfigyelhető helyzetből egészen a megakadásig elfordítaná. Kivitelét tekintve függesztettszálas.

## Lengőmágneses galvanométer

### Története
A mágneses iránytű elektromágneses térben történő kitérését először Hans Christian Ørsted figyelte meg 1820-ban. A tű kitérése alapján arra a következtetésre jutott, hogy az elektromos áramot vezető huzal körül mágneses tér jön létre, mely
számára igazolta az elektromos áram és a mágneses tér közötti közvetlen összefüggést. A legelső galvanométert 1820. szeptember 16-án alkotta meg Johann Schweigger a Hallei Egyetemen. A fejlesztésben André-Marie Ampère is részt vett. A korai konstrukciók a mágneses tér hatását a tekercs menetszámának növelésével erősítették. A galvanométer kifejezést, mely 1836-ra már általánossá vált, az olasz Luigi Galvani neve után kapta, aki a békákon végzett kísérletei során jelentős mértékben hozzájárult az elektromosság felfedezéséhez.  

### Működése
Az első galvanométerek a Föld mágneses terét használták fel a mutató visszatérítésére. A kitérítőnyomatékot a mérendő áramtól átjárt tekercs létesíti, az ellennyomatékot a föld mágneses terének a mágnesre érvényesülő horizontális összetevője adja. Ezeket „tangens-galvanométereknek” nevezték. Az ilyen eszközöket használat előtt megfelelő irányba kellett állítani. Az érzékenységét fokozhatták, a föld mágneses hatását a műszerre csökkentve, és ezzel az ellennyomatékot kisebbítve. Ezt majdnem korlátozás nélkül csökkenthető a lengőmágnes részleges asztatizálásával. A két mágneses lengőmágnes szilárdan, és mereven van (nem ferromágneses) tengellyel összekapcsolva, ellennyomatékul tehát a két lengő mágnes momentumából számítható földi mágneses erő különbsége működik. Mind a két mágnesre teljesen azonos méretű és elrendezésű gerjesztő tekercsek működnek, kitérítőnyomatékuk összegeződik. A lengőmágneses műszer érzékenységét még fokozni lehetett, ha az ellennyomatékot a galvanométerben aszimmetrikusan elhelyezett és mozgatható állandó mágnessel állították elő. Így a lengőredszer a külső zavaró mágneses terekre rendkívül érzékenyen reagál, azok ellen árnyékolással védett. A beépített állandó mágnes mozgatásával az ellennyomaték és így az érzékenység s a lengési idő nagy határok között változtatható. Így készült a Du Bois-Rubens féle nem asztatikus páncélozott galvanométer, melynek ellennyomatékát beépített mozgatható állandó mágnes adta.

### Tükrös galvanométer
A galvanométerek legérzékenyebb típusát, a Thomson- vagy tükrös galvanométert William Thomson találta fel. Apró mágneseket helyezett egy vékony huzalra felfüggesztve asztatikus elrendezésben, közöttük könnyű tükörrel. Az eltérített fénysugár útja az áramváltozás okozta kitérésváltozást jelentősen felerősítette. A Kelvin-féle megoldással készített Paschen olyan asztatikus rendszert, mely lengőrendszerének teljes súlya 0,005 gramm volt, és áramérzékenysége 1 méter skála-tükör távolsággal megközelítette az 1 mm/10−9 A értéket. 
- A mutatós galvanométerekkel szemben nagy előnye a kis tömegű tükör, illetve az, hogy a fénysugár hosszának növelésével a skála felbontása a műszer mechanikai elemeinek terhelése nélkül növelhető.

### Differenciál galvanométer

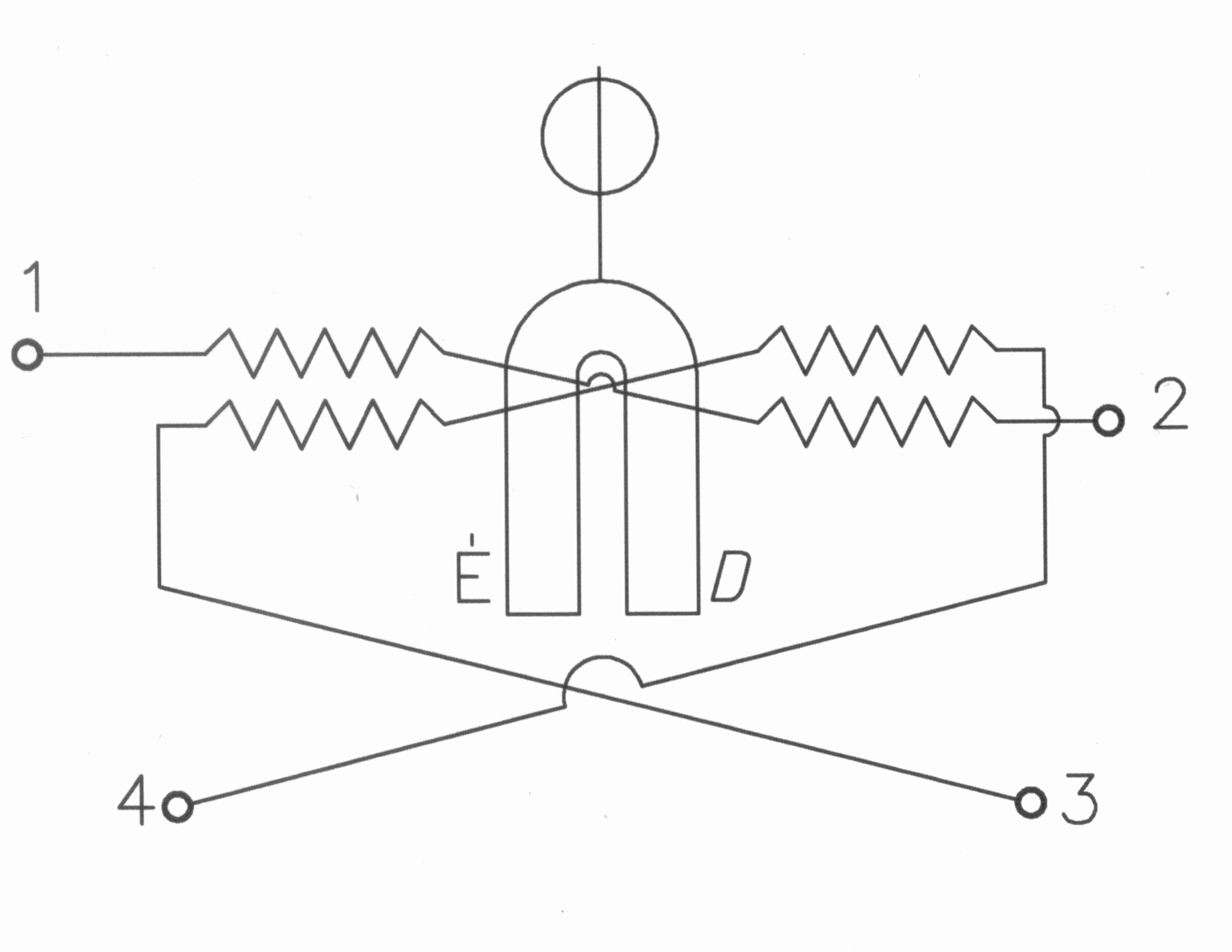
A differenciál galvanométer elve

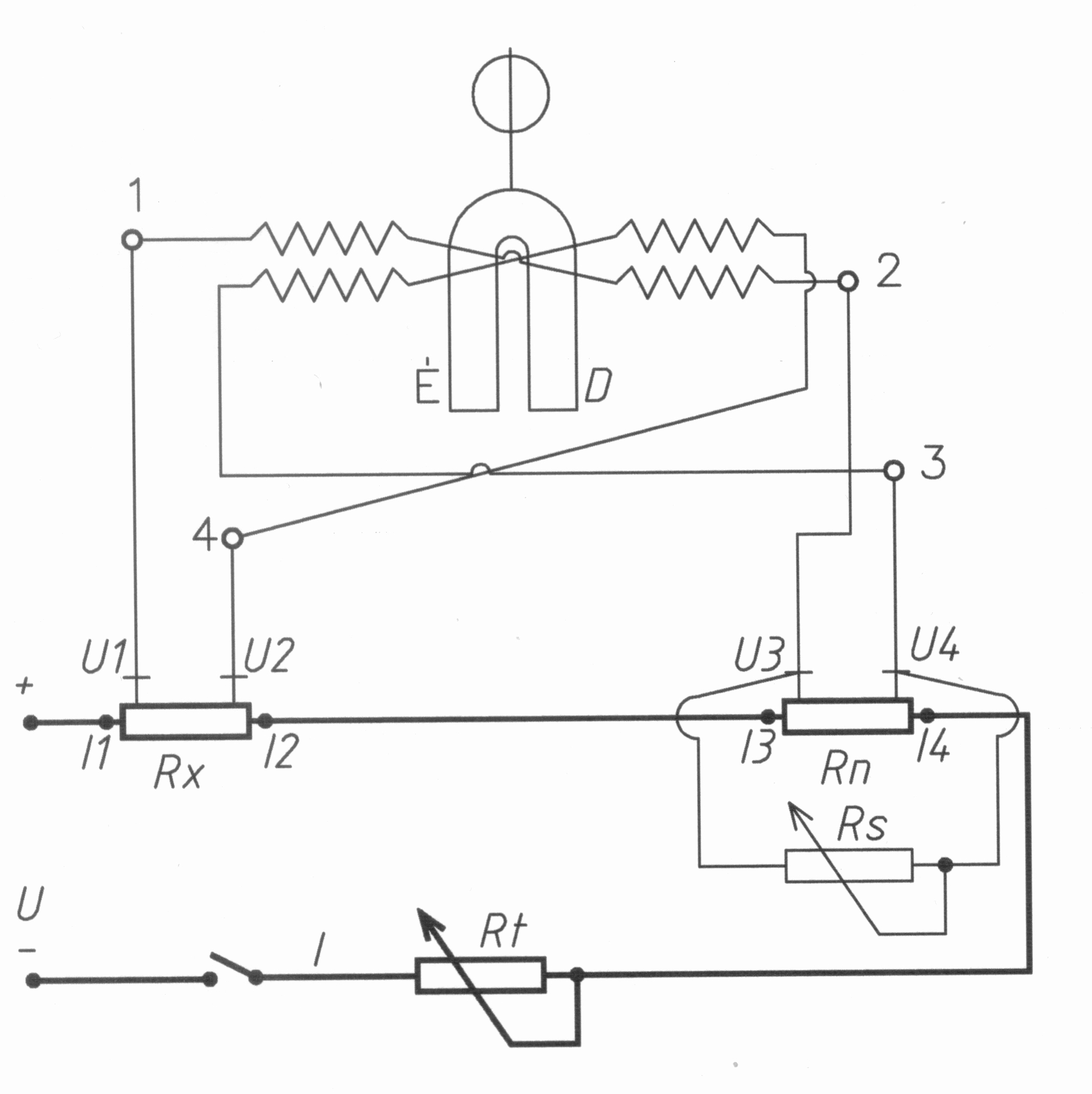
Két kis értékű ellenállás összemérése

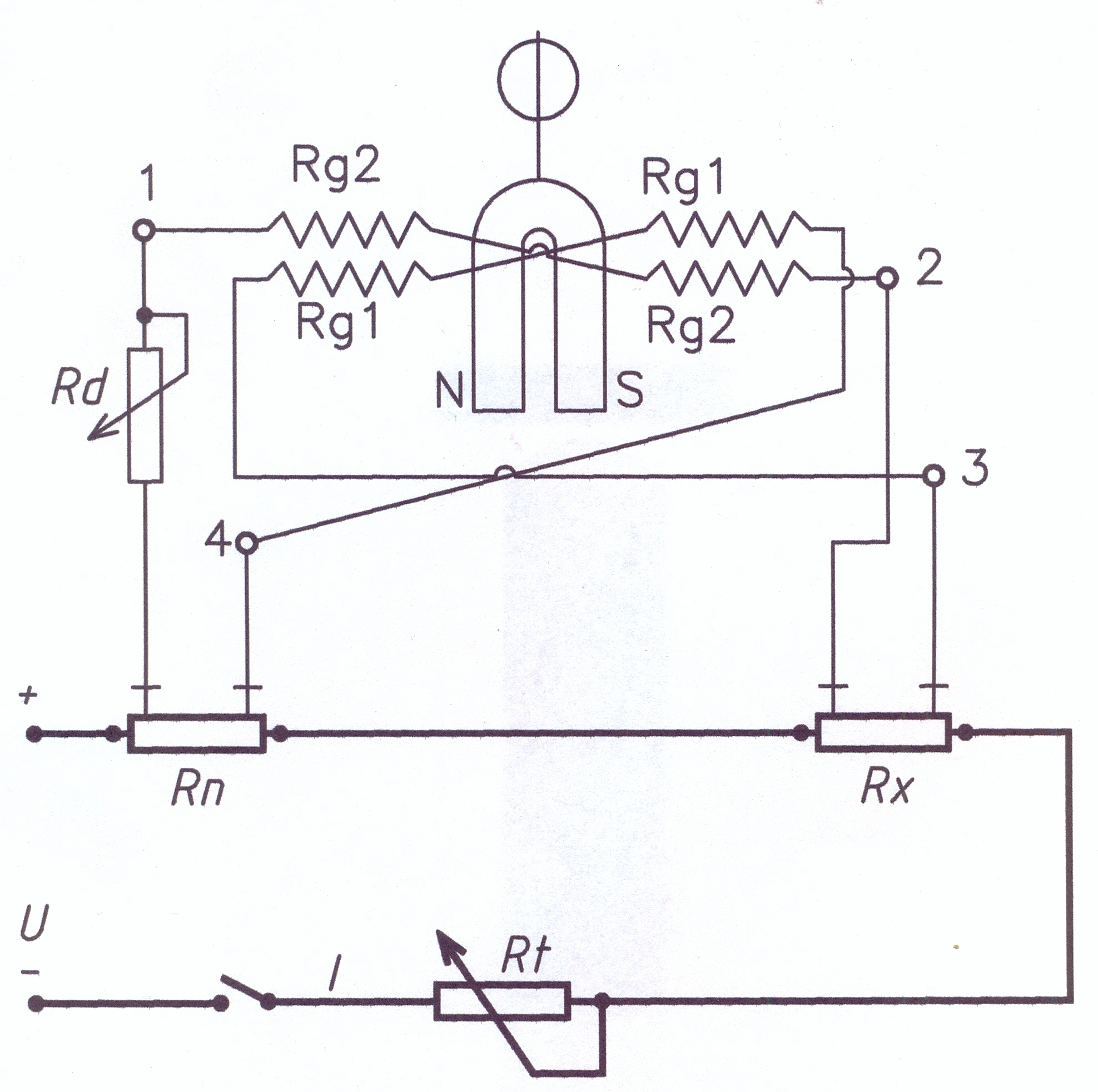
Két kis értékű ellenállás összemérése differenciál galvanométerrel eltérő normál ellenállás esetén

A differenciál galvanométer négy bifilárisan csévélt tekerccsel készült. A tekercsek sorbakapcsolása folytán a felső tekercs gerjesztő hatása szembe mutat az alsó cséve tekercsével, és így kitérítő nyomatékuk asztatikus lengőrészre összegződik. A tekercselés bifiláris volta lehetővé teszi, hogy a két mérendő áram gerjesztése a tekercsek minden pontjában ellentétes értelmű legyen. Az eredő gerjesztés kitérítő nyomatéka 
ΔI=I1-I2. Lényeges, hogy a két egymás ellen dolgozó tekercspár ellenállása megegyezzen, valamint a műszeren belül nem működhet a villamos nyomatékon kívül semmiféle más nyomaték. A differenciál galvanométert többnyire mint nullműszert használták kis egyenáramok egyenlőségét mutatva ki.
A lengőmágneses galvanométereket gyakorlatilag teljesen kiszorította a lengőtekercses galvanométer.

#### Kis ellenállások mérése differenciál galvanométerrel
Különleges érzékenységgel és igen pontosan lehet összehasonlítani kis ellenállásokat differenciál galvanométerrel, ha a két ellenállás közel egyenlő értékű. A Thomson-híd kapcsolási vázlatának megfelelően az egyik tekercspárt az U1–U3, míg a másikat az U2–U4 potenciálpontok közé kötik, ügyelve arra, hogy a két lengőrendszer egymás ellen dolgozzon. Lényeges szempont a két tekercspár teljes szimmetriája. (A szimmetria fennáll, ha az áram átfolyatása közben az egyik tekercs kivezetéseit a másikkal közösítik, és a műszer nem mutat kitérést.) A két ellenállás közül a nagyobbikra (pl. Rn) az U3–U4 kapcsokra egy Rs söntellenállást kötnek. Ennek változtatásával a hidat kiegyenlítik. Ekkor

#### Mérés eltérő etalon ellenállás esetében
Amennyiben nem áll rendelkezésre megfelelő nagyságú etalon ellenállás, akkor is jól használható a differenciál galvanométer. A normálellenállásról a galvanométerre menő vezetékbe egy dekád ellenállást kell beiktatni.  
Ha az Rx mérendő ellenállás 400 A 60 mV
Az etalon ellenállás Rn 200 A 60 mV
A galvanométer ellenállása 2×Rg1=2×Rg2= 100 Ω
Számítás;
{\displaystyle R_{x}={\frac {0,06V}{400A}}=0,00015\Omega }
{\displaystyle R_{n}>={\frac {0,06V}{200A}}=0,0003\Omega }

Az ellenállások aránya {\displaystyle {\frac {0,00015\Omega }{0,0003\Omega }}=0,5} mivel 0,06 V* 0,5 = 0,03 V ekkora feszültségnek kell lennie az
Rx mérendő ellenálláson. A galvanométer kiegyenlítésének feltétele, hogy mindkét oldalon egyforma áramnak kell folynia. Ekkor i1=i2 mivel 
{\displaystyle i_{1}={\frac {0,03V}{100\Omega }}} és {\displaystyle i_{2}={\frac {0,06V}{(100\Omega +R_{d}\Omega )}}} ezért
{\displaystyle {\frac {0,03V}{100\Omega }}={\frac {0,06V}{(100\Omega +R_{d}\Omega )}}}
{\displaystyle 0,0003A\cdot (100\Omega +R_{d}\Omega )=0,06V}
{\displaystyle 0,03V+0,0003A\cdot R_{d}\Omega =0,06V}
{\displaystyle 0,0003A\cdot R_{d}\Omega =0,03V}
{\displaystyle R_{d}\Omega =100\Omega }

### Az áramköri feszültség hatása
Mivel a mérés hídkapcsolásban történik, az áramköri feszültség kisebb ingadozása nincs hatással a mérés eredményére. A feszültség változásának hatására az átfolyó áramok értéke is változni fog, de azok egyformán változva a kitérést kiegyenlítik.

## Külső hivatkozások
- D'Arsonval Galvanometer, Electrical Measurements (angol nyelven). The Physics Department at Kenyon College. Hozzáférés ideje: 2010. február 13.